# Каянза (місто)
Каянза — місто на півночі Бурунді, адміністративний центр однойменної провінції. Місто знаходиться в північній частині провінції, на висоті 1957 метрів над рівнем моря, на відстані приблизно 53 кілометрів на північний схід від Бужумбури, столиці країни.

## Населення
| 1991 | 2008   |
| ---- | ------ |
| 6881 | 21 767 |

## Клімат
Місто знаходиться у зоні, котра характеризується кліматом тропічних саван. Найтепліший місяць — вересень із середньою температурою 17.6 °C (63.7 °F). Найхолодніший місяць — червень, із середньою температурою 16.4 °С (61.5 °F).
| Клімат Каянзи           | Клімат Каянзи | Клімат Каянзи | Клімат Каянзи | Клімат Каянзи | Клімат Каянзи | Клімат Каянзи | Клімат Каянзи | Клімат Каянзи | Клімат Каянзи | Клімат Каянзи | Клімат Каянзи | Клімат Каянзи | Клімат Каянзи |
| Показник                | Січ.          | Лют.          | Бер.          | Квіт.         | Трав.         | Черв.         | Лип.          | Серп.         | Вер.          | Жовт.         | Лист.         | Груд.         | Рік           |
| Середня температура, °C | 17,3          | 17,4          | 17,4          | 17,2          | 16,9          | 16,4          | 16,4          | 17,3          | 17,6          | 17,6          | 17,1          | 17,1          | 17,1          |
| Норма опадів, мм        | 158.4         | 161.8         | 199.3         | 233.2         | 141.5         | 27.1          | 6.5           | 30.8          | 89.5          | 146.7         | 204           | 161.9         | 1560.7        |
| Днів з опадами          | 20,1          | 18,9          | 22            | 24,9          | 15,8          | 4,1           | 3,2           | 4,9           | 11,8          | 19,5          | 26,7          | 22,3          | 194,2         |
| Вологість повітря, %    | 79.9          | 80.2          | 81.2          | 84            | 82.1          | 74.8          | 67.1          | 63            | 66            | 72.2          | 78.6          | 80.9          | 75.8          |
| ----------------------- | ------------- | ------------- | ------------- | ------------- | ------------- | ------------- | ------------- | ------------- | ------------- | ------------- | ------------- | ------------- | ------------- |
| Джерело: Weatherbase    |               |               |               |               |               |               |               |               |               |               |               |               |               |